# 네덜란드의 대 IS 군사 개입
네덜란드의 대 IS 군사 개입은 2014년부터 시작된 네덜란드 정부의 대 IS 전쟁이다. 2014년 9월 24일 네덜란드 정부의 IS 군사 개입 참전 선포로 시작되었다. 현재 네덜란드군은 시리아와 이라크 영공 전반에서 활동하고 있으며, 네덜란드의 작전은 시리아 내전 및 이라크 내전에 포함되기도 한다.

## 배경
2014년 9월 24일 네덜란드 정부는 ISIL에 맞서는 군사 전역에 참전할 것을 결정했다. 이미 미국 주도 연합군은 CJTF-OIR을 결성하여 이라크 및 시리아에서 대 IS 폭격 작전을 펼치고 있었다. 이라크에서는 2014년 8월 8일 미군이 이라크 군에 공중 지원을 시작하였고, 같은 해 9월 22일부터는 시리아로 그 작전 범위를 넓혔다. 네덜란드는 이러한 세계 추세와 미국의 동맹국이라는 입장을 고려해 대 IS 작전에 참여하게 된다.

## 전투
네덜란드 정부가 IS와의 전쟁에 참여한 큰 이유는 2가지였다. 첫째는 이라크와 시리아에서 ISIL의 확장이 막을 수 없을 정도로 폭력적이고 일반인들에게 끔찍한 전쟁 범죄를 저질러 지역 내 치안의 위협을 일으켰다는 것이었다. 둘째는 이러한 진전이 유럽 국경의 불안정을 유발하여 네덜란드의 안보를 위협할 수 있다는 것이었다. 이러한 목적에 따라 미국의 전쟁에 네덜란드와 다른 우호국이 참전하게 된 계기를 네덜란드 정부는 "이라크 및 시리아에서 ISIL을 몰아내고, ISIL의 점령 지역을 되찾아올 것이다. ISIL의 군사를 격파할 것이다."라는 목표를 발표했다. 이러한 목표를 추구하기 위해 네덜란드 정부는 ISIL과 전투를 벌이는 육군인 이라크와 쿠르드 자치구의 병력에 대한 공중 지원 및 시리아와 이라크 내의 ISIL에 대한 공중 공격을 전략으로 삼았다. 네덜란드 정부는 이 작전 기간을 약 1년으로 정해놓고, 쿠웨이트에 있는 미국 중앙 사령부와 협동할 것이라고 했다.
네덜란드 F-16 전투기가 2014년 10월부터 이라크 내 ISIL의 요충지에 공중 공격을 가했다. 이는 CENTCOM과의 협조 하에 이루어진 전투였다. 대부분은 네덜란드 공군은 요르단에 있는 샤히드 무와파크 공군 기지에서 출격하여 작전을 수행했다. 평균적으로 네덜란드 F-16은 하루에 1번이나 2번 출격했다. 2014년 11월 17일, 네덜란드 F-16은 이라크에 있는 ISIL의 목표물에 75발의 폭탄을 투하했다.

### 전략 확대
2014년 말, 네덜란드가 참여한 미국 주도 연합군의 공식적인 숫자는 약 60개국으로 증가했다. 여기에는 대한민국, 이스라엘, 일본을 비롯한 인도주의 및 정보 지원국과 코소보, 오스트리아 등과 같은 군사 지원국이 포함된 숫자였다. 2014년 12월 3일 브뤼셀 회담에서 네덜란드는 여전히 ISIL의 진격을 멈추고 ISIL을 격파하는 것을 목표로 삼고 있었다. 그러나 전략에 대한 수정의 목소리가 높아졌다. 이들은 ISIL을 직접적으로 공격하고 이라크 군 및 이라크 쿠르드 자치구의 페쉬메르가를 지원하는 것뿐만 아니라 시리아 온건파 반군에 대한 지원도 목표로 정해야 한다고 주장했다. 네덜란드 정부는 2015년 2월 이에 응답해 네덜란드 군이 시리아 온건파 반군이 모든 자유 시리아군을 의미하는 것이 아님을 명확히 했다.

## 작전 확대 이후
2015년 6월, 네덜란드 정부는 2016년 10월까지 ISIL과의 전쟁에 참전할 것을 결정했다. 2015년 6월까지 575번의 공습이 이라크에서 수행되었으며 시리아와 이라크를 합해 전체적으로 1000번 중 475번의 임무에서 공습이 이뤄졌다. 2016년 1월 29일 네덜란드 정부는 시리아 내의 ISIL에 대한 공습을 강화하기로 했다. 2016년에 네덜란드 의회는 2014년 9월에 비해 반대 목소리가 컸다. ISIL에 대한 전쟁의 반대는 네덜란드 사회당과 녹색좌익당, 그리고 동물을 위한 정당과 쿠주 그룹, 그리고 당 대표 노베르트 클라인이 주장한 것이었다. 그러나 이러한 반대에도 불구하고 네덜란드 2016년 6월 현재까지 전쟁을 수행 중이다.